# Patrick Ngueumaleu
Patrick Ngueumaleu est un boxeur camerounais.

## Carrière
Patrick Ngueumaleu est médaillé d'argent dans la catégorie des moins de 67 kg aux championnats d'Afrique de boxe amateur 2022 à Maputo, s'inclinant en finale face à l'Algérien Jugurtha Ait-Bekka.